# Piazza Armerina
Piazza Armerina település Olaszországban, Szicília régióban, Enna megyében. Lakosainak száma 20 642 fő (2023. január 1.). Piazza Armerina Assoro, Caltagirone, Mazzarino, Pietraperzia, Raddusa, San Michele di Ganzaria, Mineo, Aidone, Barrafranca, Enna, Mirabella Imbaccari, San Cono és Valguarnera Caropepe községekkel határos.

## Fekvése
Cataniától nyugatra, Agrigentotól keletre, Szicília közepén fekvő település.

## Története
Piazza városa (1862 előtt) a szicíliai normann uralkodás idején, a 11. század-ban alakult ki, de a terület már az őskortól kezdve lakott helynek számított. A római korban itt Casale római város állt, amint azt a patríciusok neves mozaikjai is bizonyítják. A  nekropoliszt a krisztust előtti 8. században alapították a települések többi részével együtt.
A város középkori történelme néhány házában nyilvánul meg, amelyek a normann vagy gótikus építészeti stílust képviselik . A város nevezetesebb épületei különböző építészeti stílusokat képviselnek.

## Nevezetességek
- Villa Romana del Casale - a város legfőbb nevezetességei a Villa Romana del Casale római mozaikjai. Az egykori római villa Piazza Armerinatól mintegy 3 kilométerrel délnyugatra fekszik, melynek jelentős architektúrája a 18. század közepétől látható. A jól megőrzött, magasan finomított mozaikok felfedezése és feltárása segítette a várost a turisták vonzásában.

- barokk katedrális (17. és 18. század) - egy 15. századi templom alapjaira épült, amelyből a tornyot lebontották és újrahasznosították. A 15. századi templom bal oldali katalán-gótikus stílusú ablakait is tartalmazza. A kupola 1768-ból származik. A homlokzatot Leonardo De Luca spiráloszlopaiból álló kiemelkedő portálról kapta. A belső tér, egy nagy hajóval, a Madonna della Vittoria (Madonna of the Victory) van ellátva.

Diocesei Múzeum - relikváriumokat, ezüsttárgyakat, szőrnyeket és más vallási alkotásokat tartalmaz.
- Fundrò templom, más néven St. Roch, faragott tufa portállal.
- Palazzo di Città (1613) - mennyezetét Salvatore Martorana freskói díszítik.
- Aragóniai vár (1392-1396). Hatalmas négyzet alakú vár, négyszögű tornyokkal.
- Evangélista Szent János templom (14. század), melyet William Borremans és asszisztenseinek freskói díszítenek.
- Szent'Anna templom (18. század) - A barokk templom eredeti borostyán homlokzattal rendelkezik, amelyet a Borromini épületek ihlettek.
- Szt. Jézus és Mária templom
- Toursi Szent Márton templom (16. század), most elhagyott.
- Garibaldi Színház

- Sant'Andrea Priory temploma (1096) - a városon kívül található. Butera Simon gróf, I. Roger egykori szicíliai unokaöccse alapította. Fontos középkori freskókkal rendelkezik.

## Villa Romana del Casale

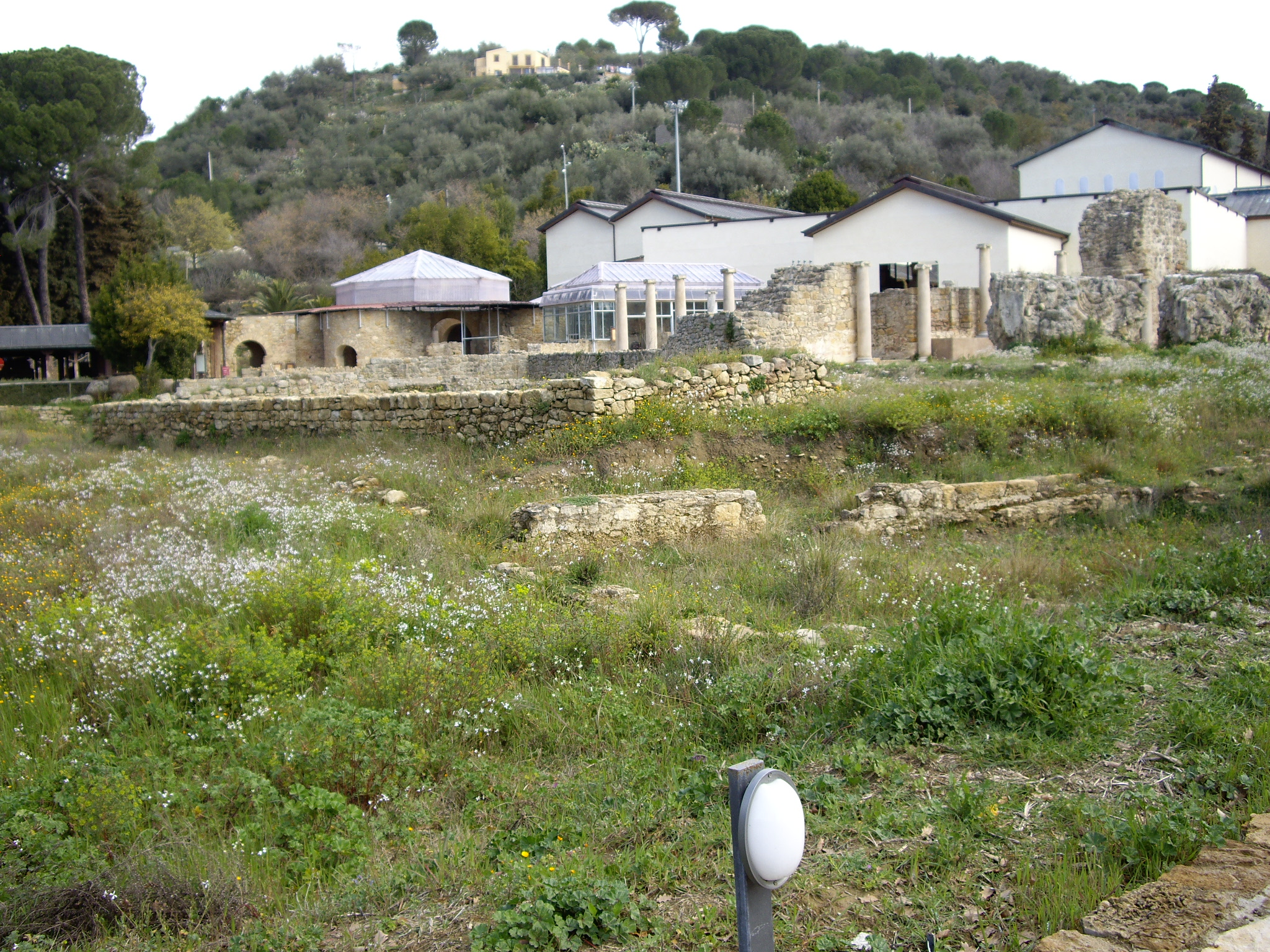
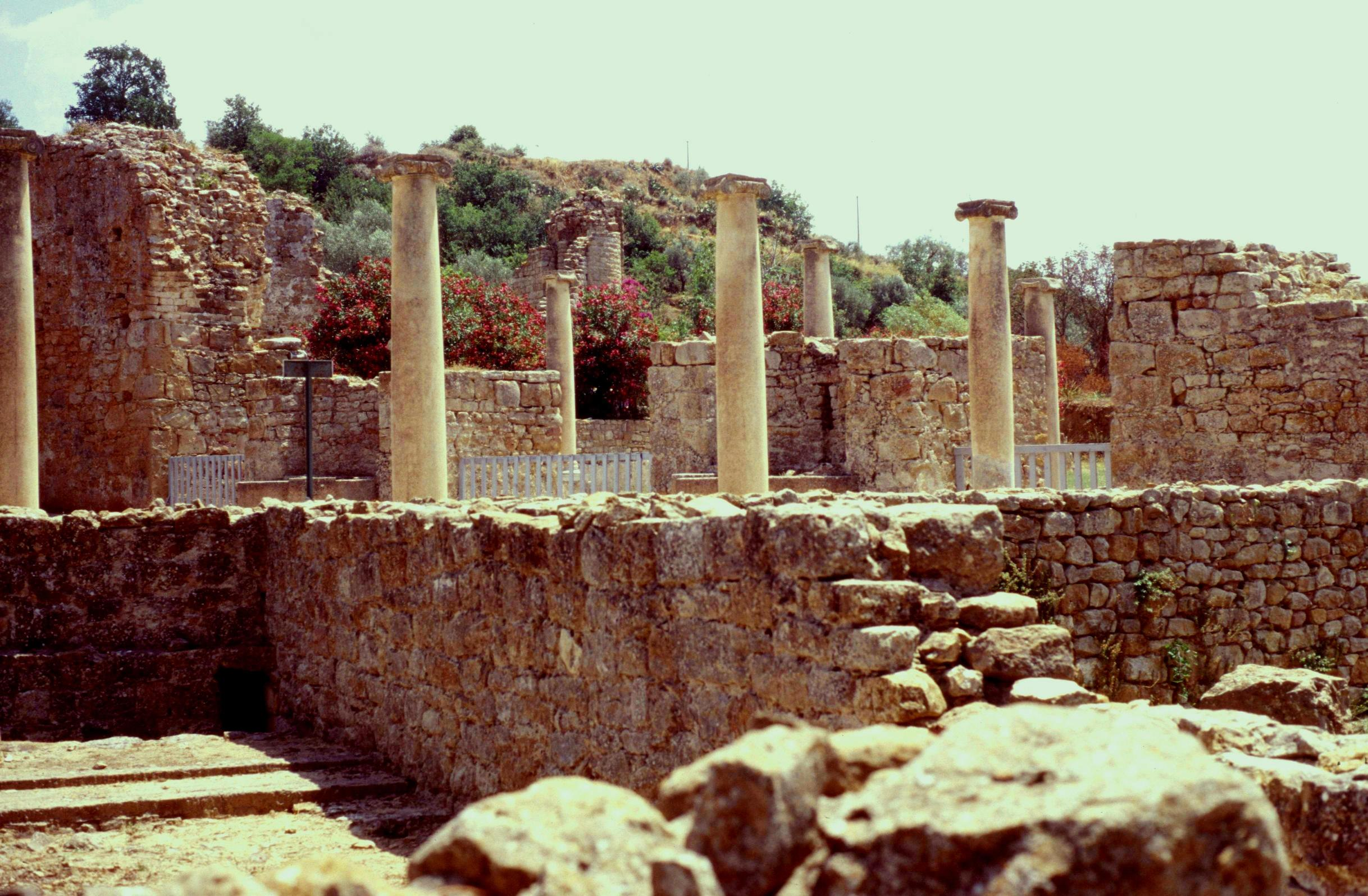
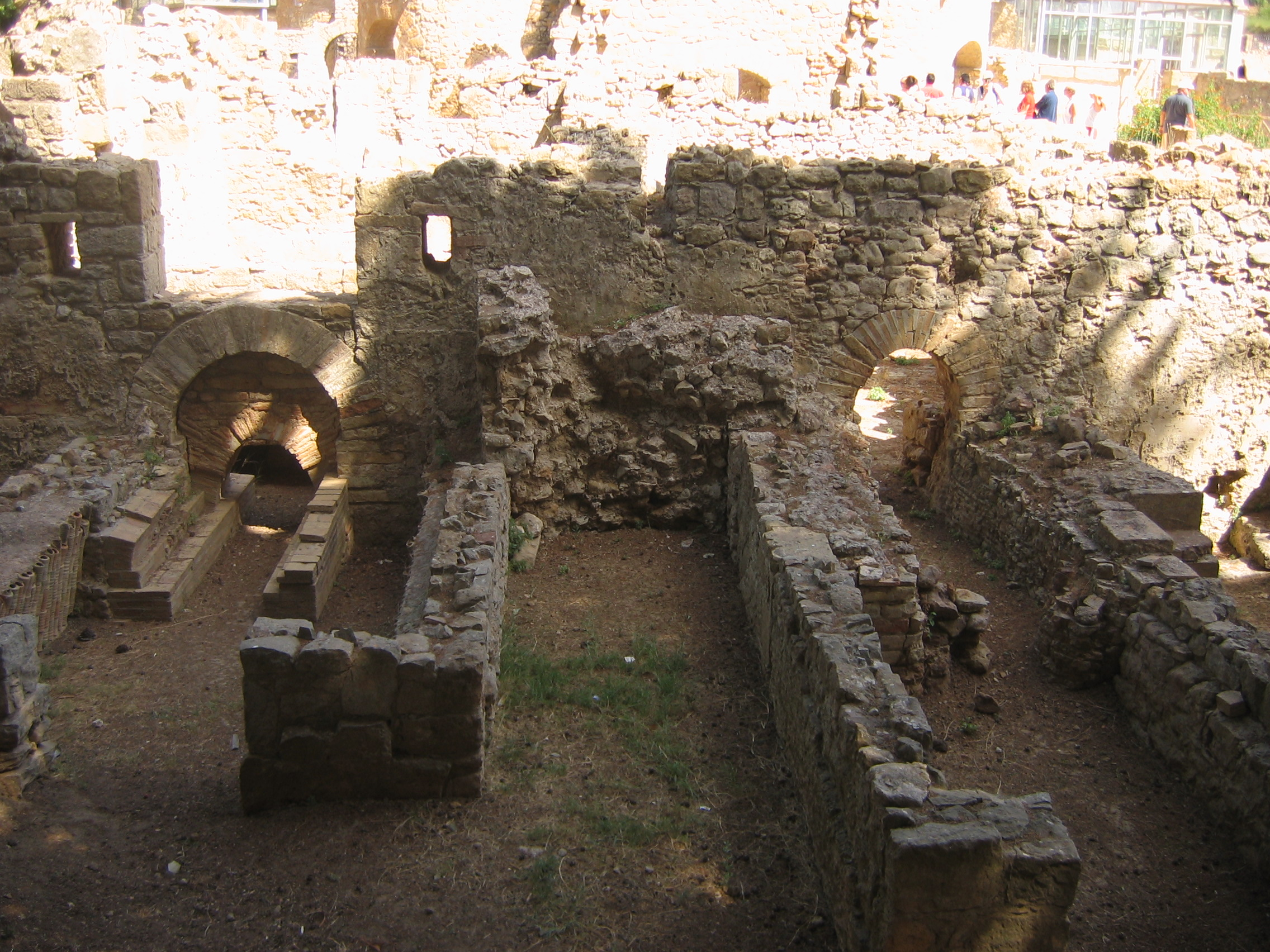
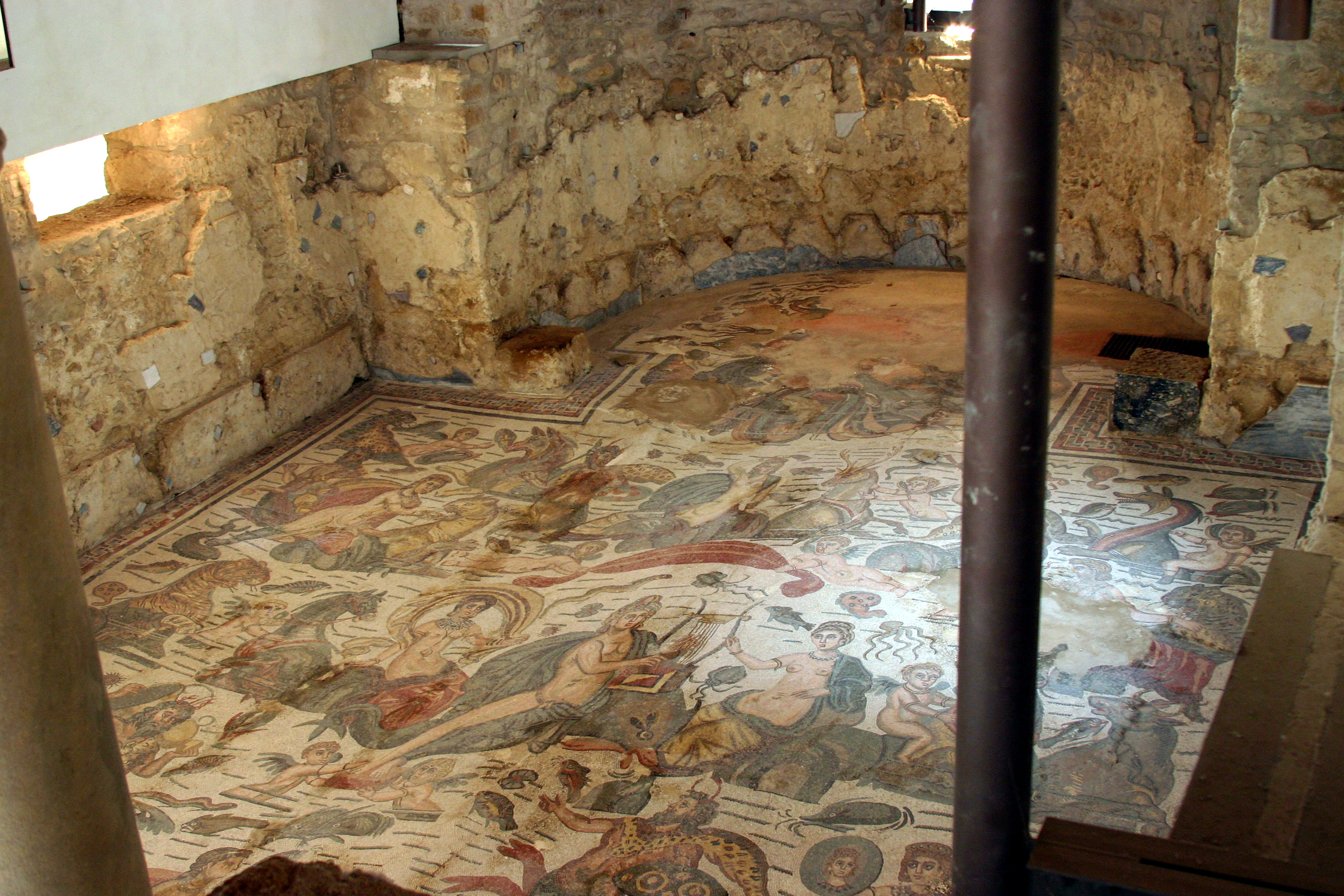
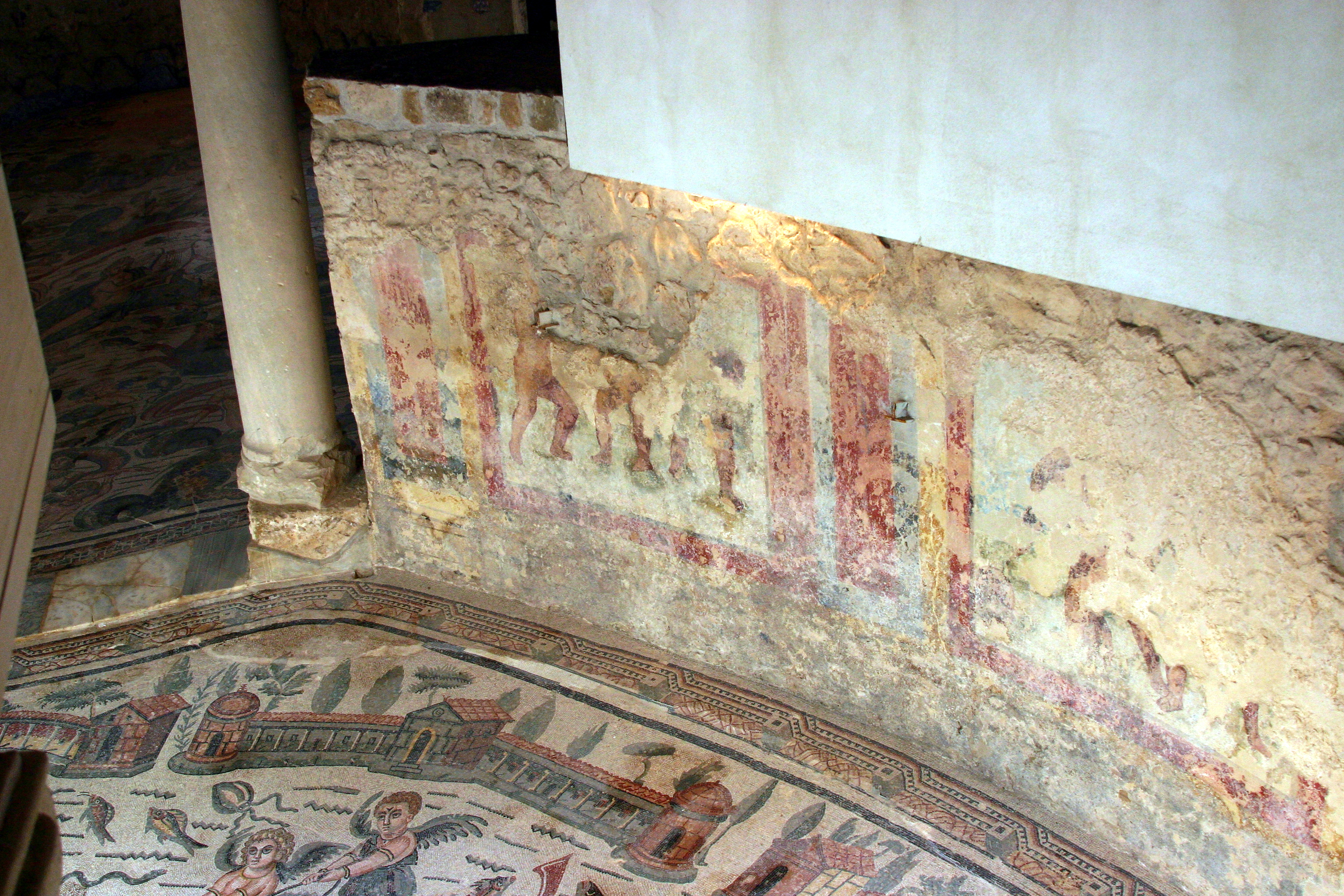
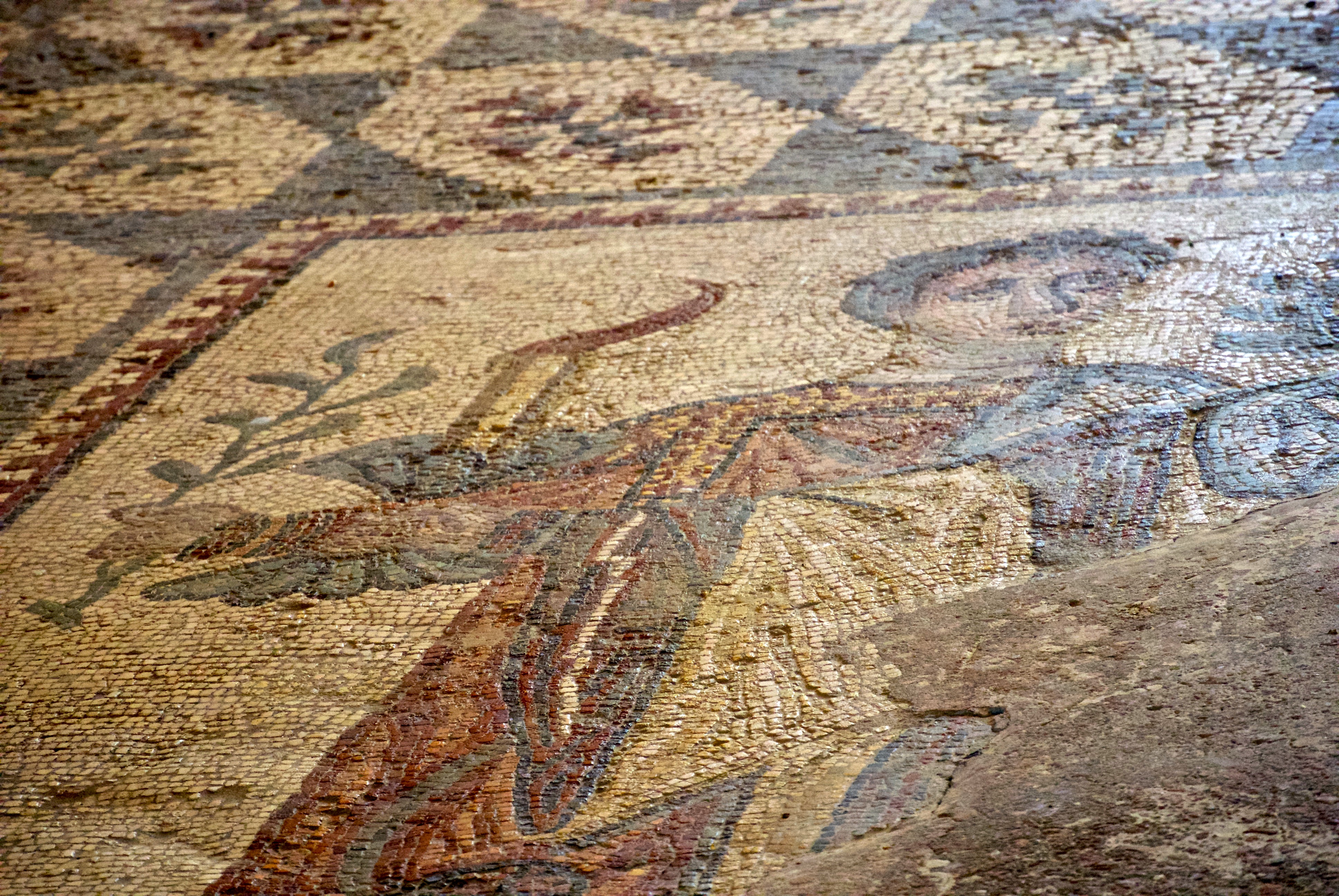
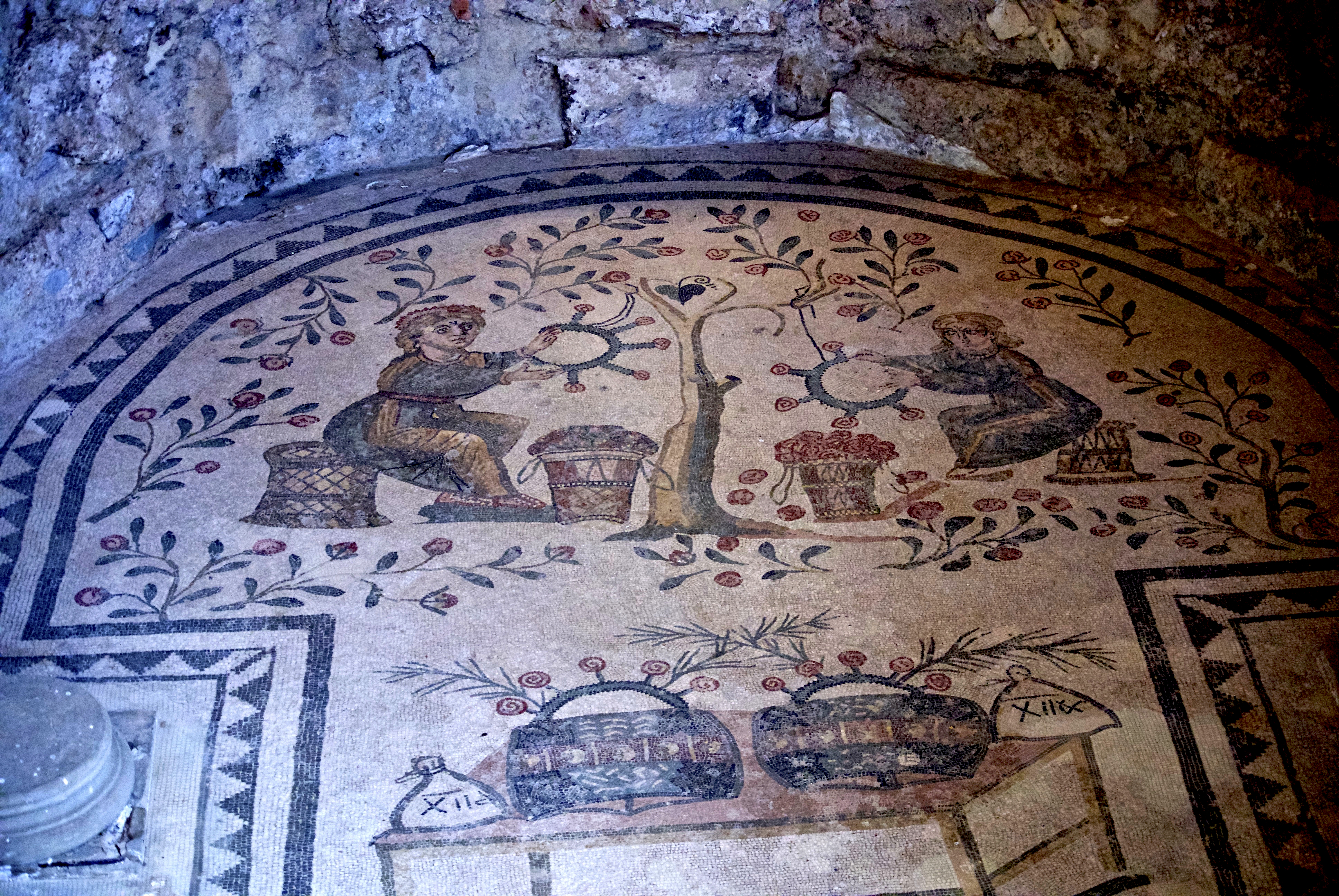
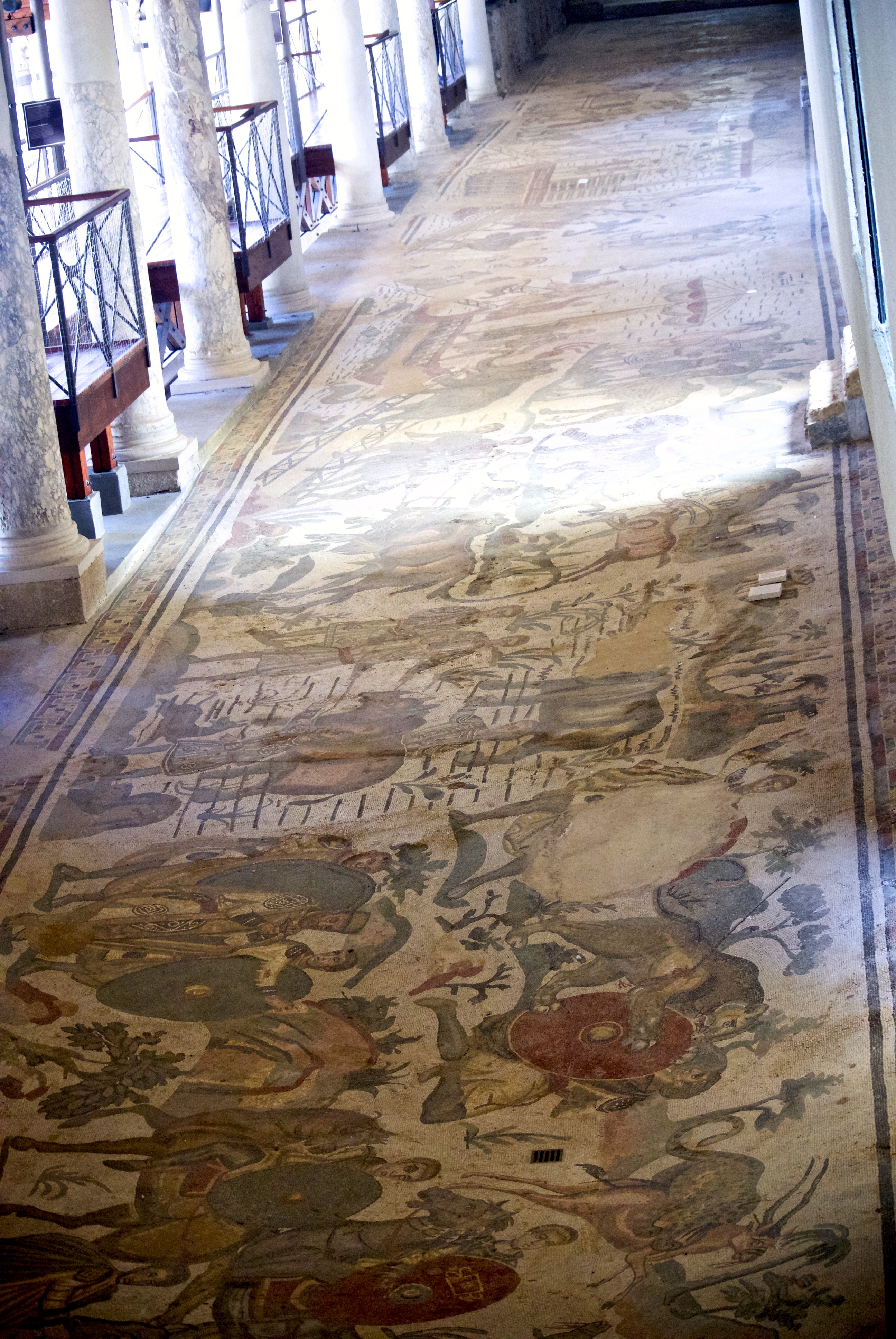

## Galéria

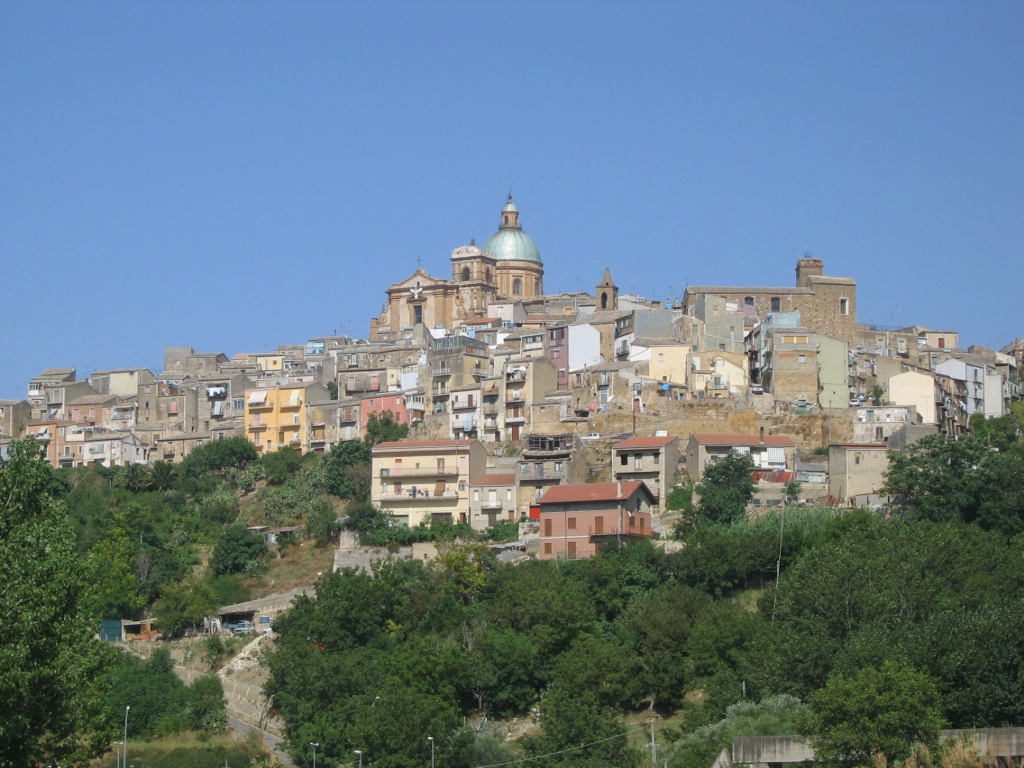
A város panorámája
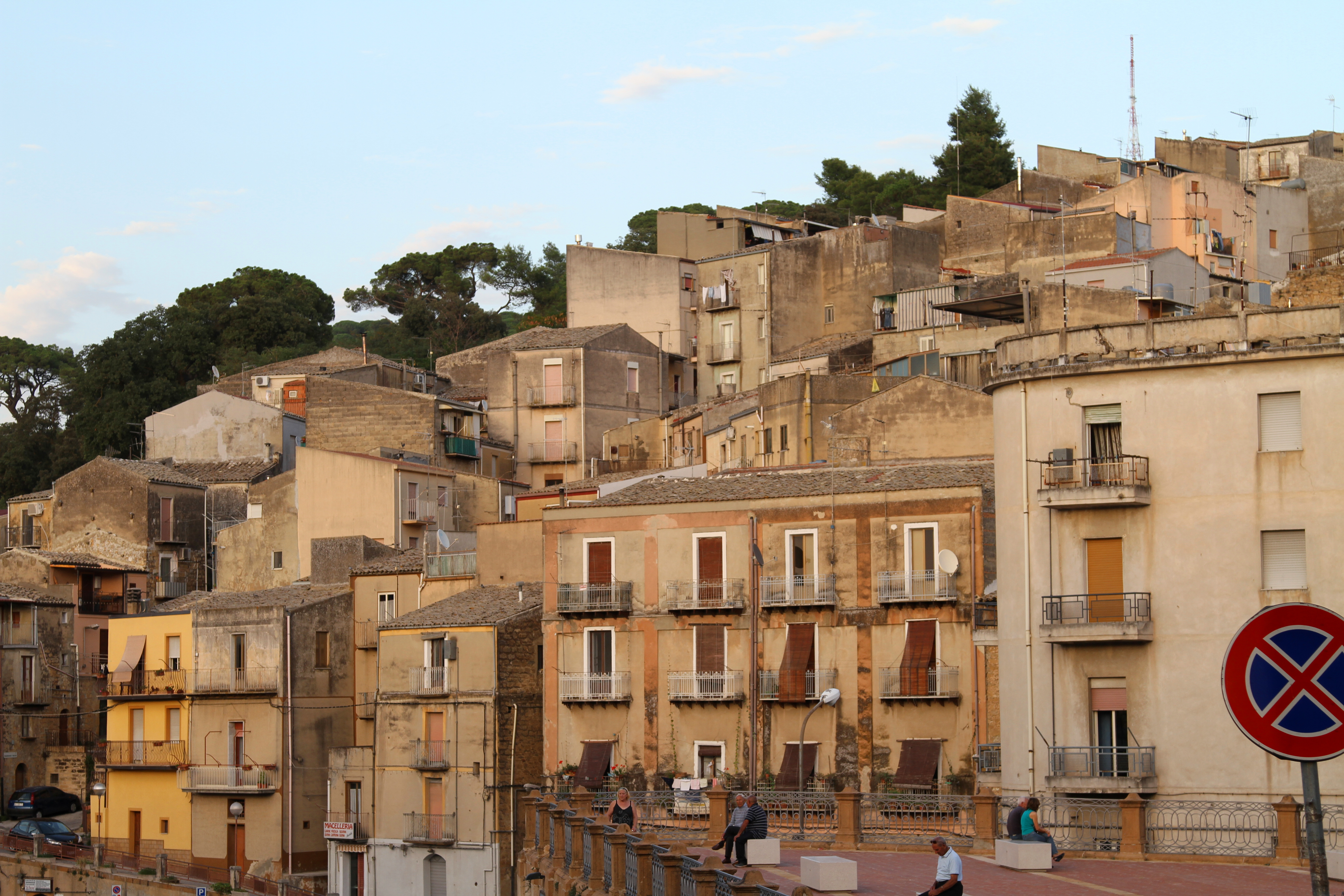
A város látképe
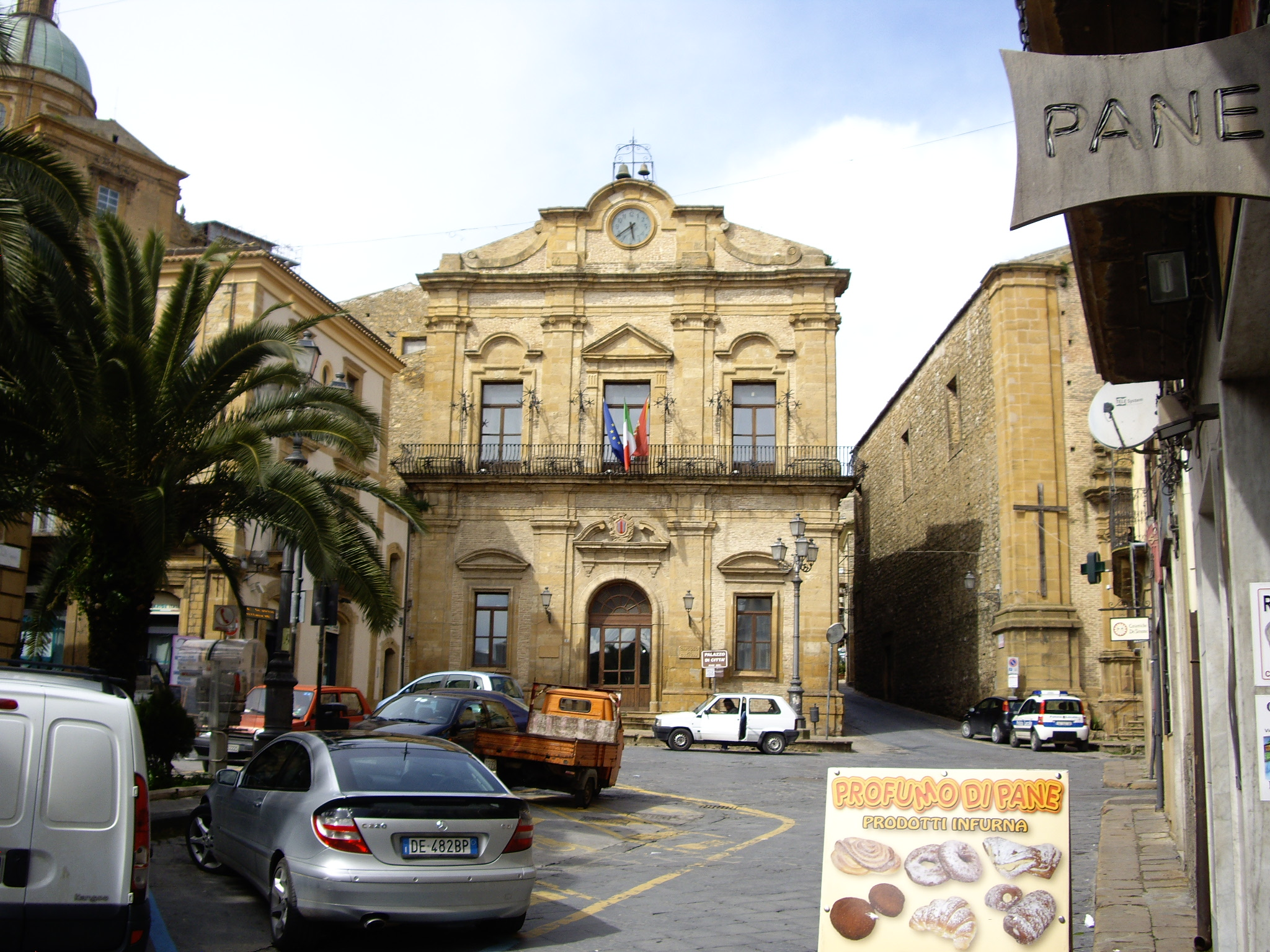
A város egy részlete
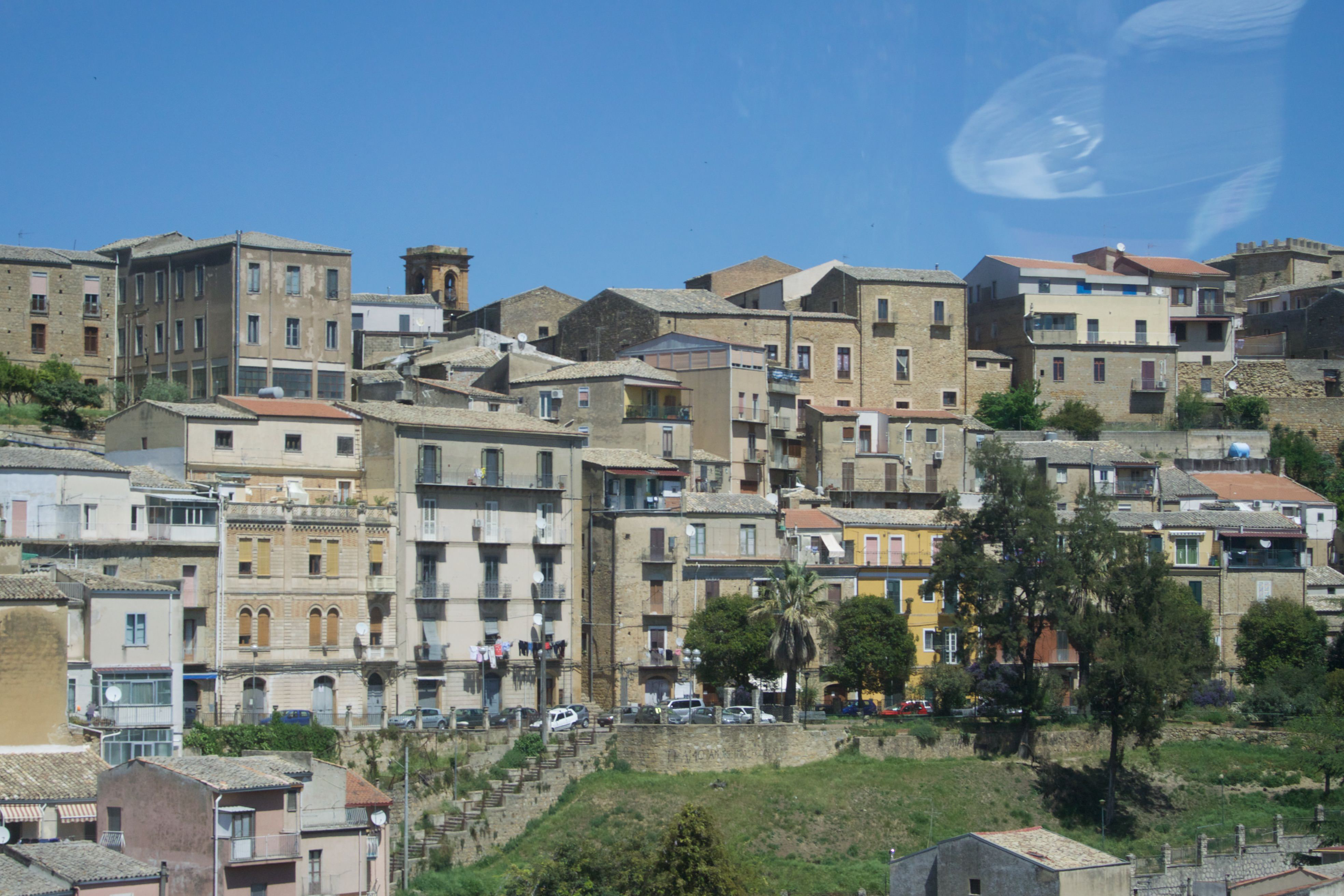
Piazza Amerina látképe
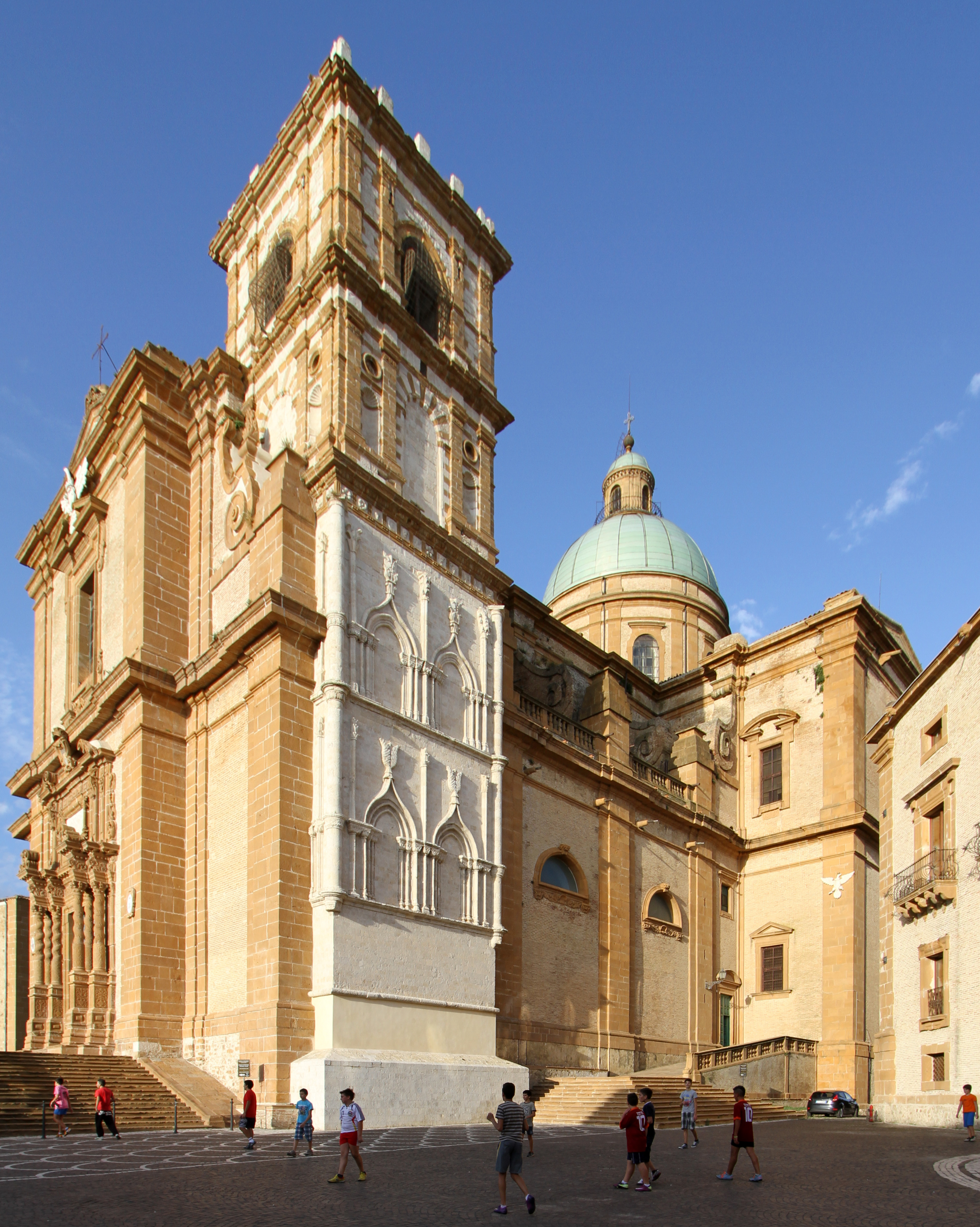
A Katedrális
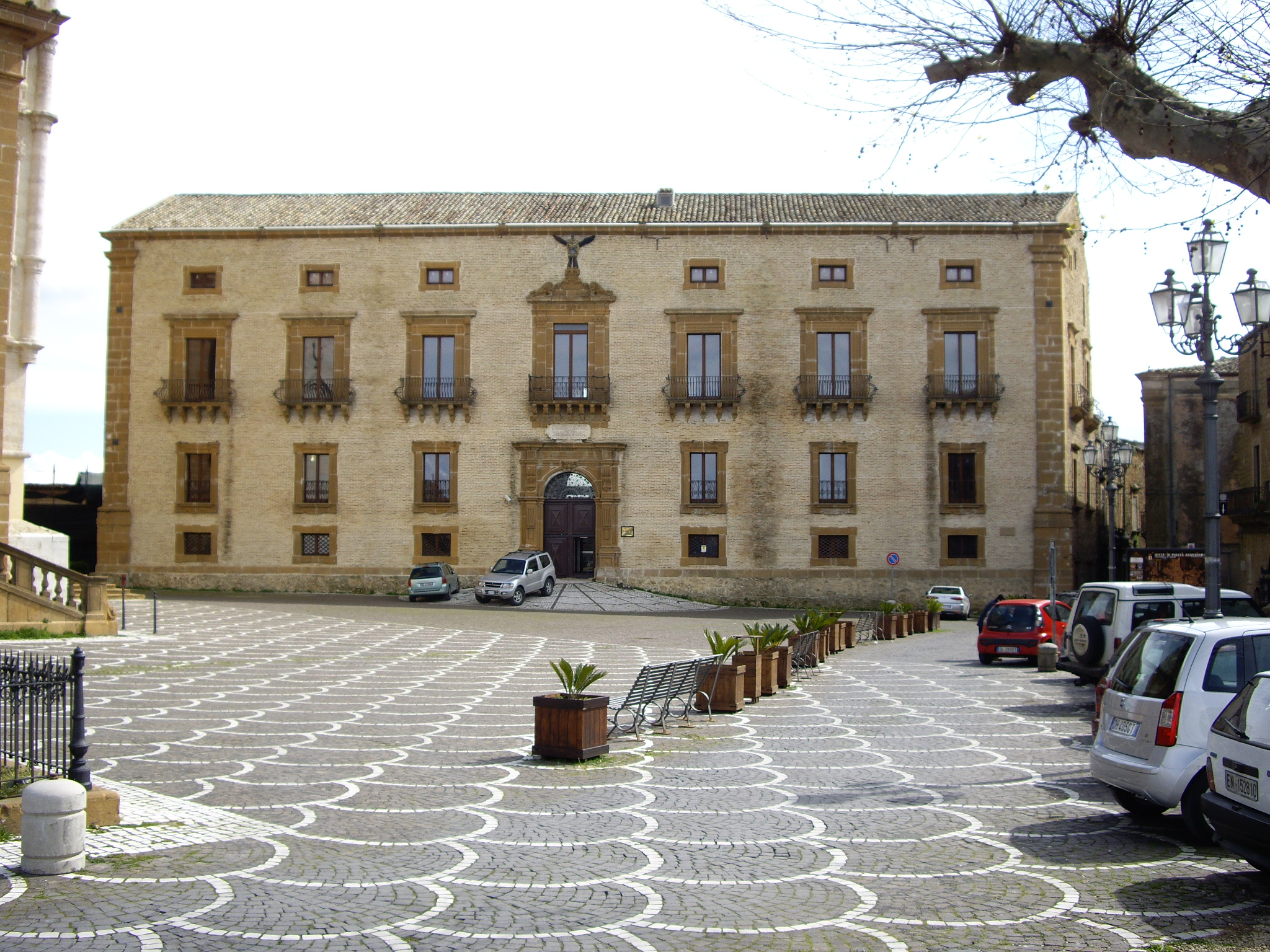
Trigona jauregia
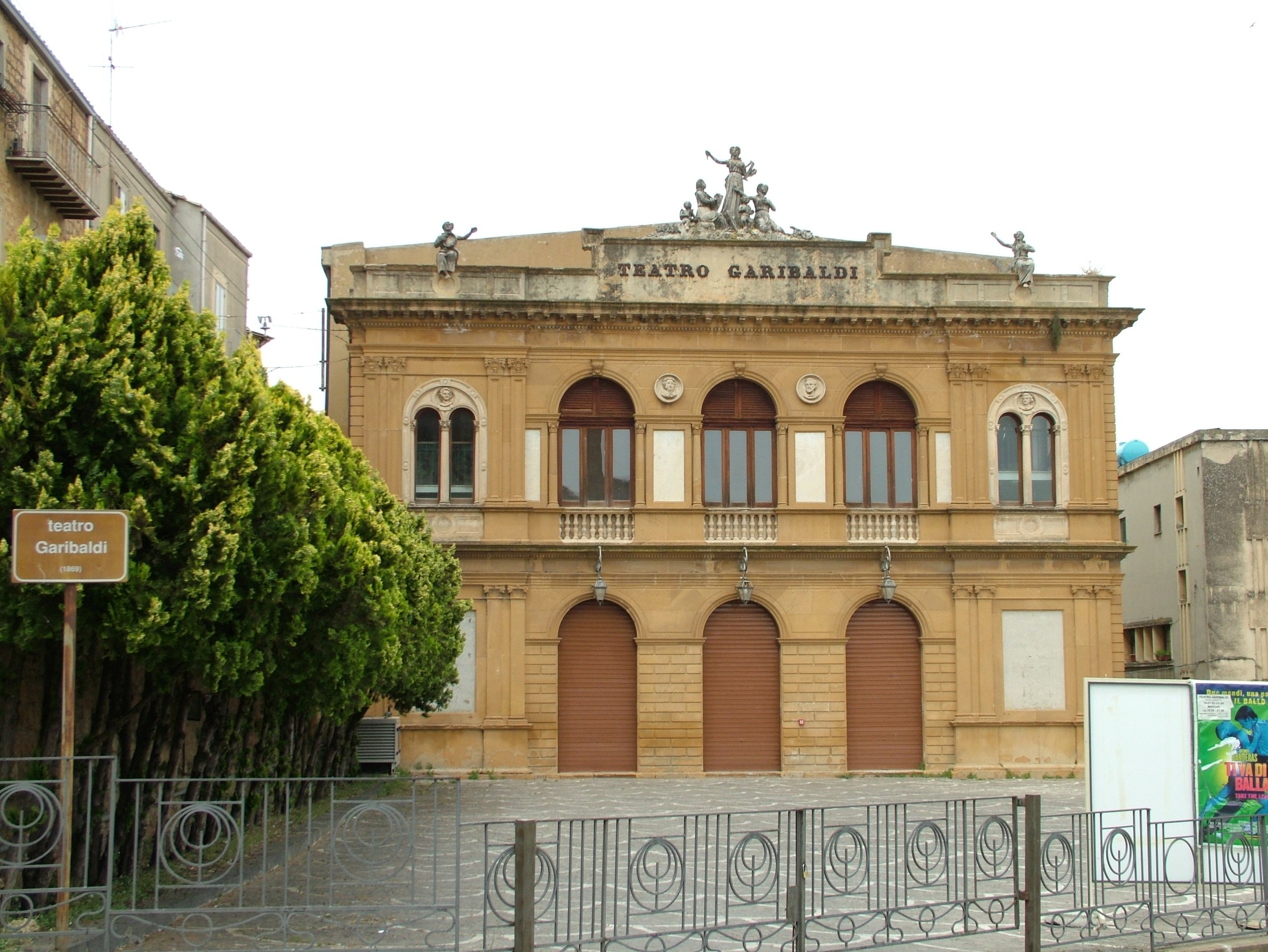
A  Teatro Garibaldi
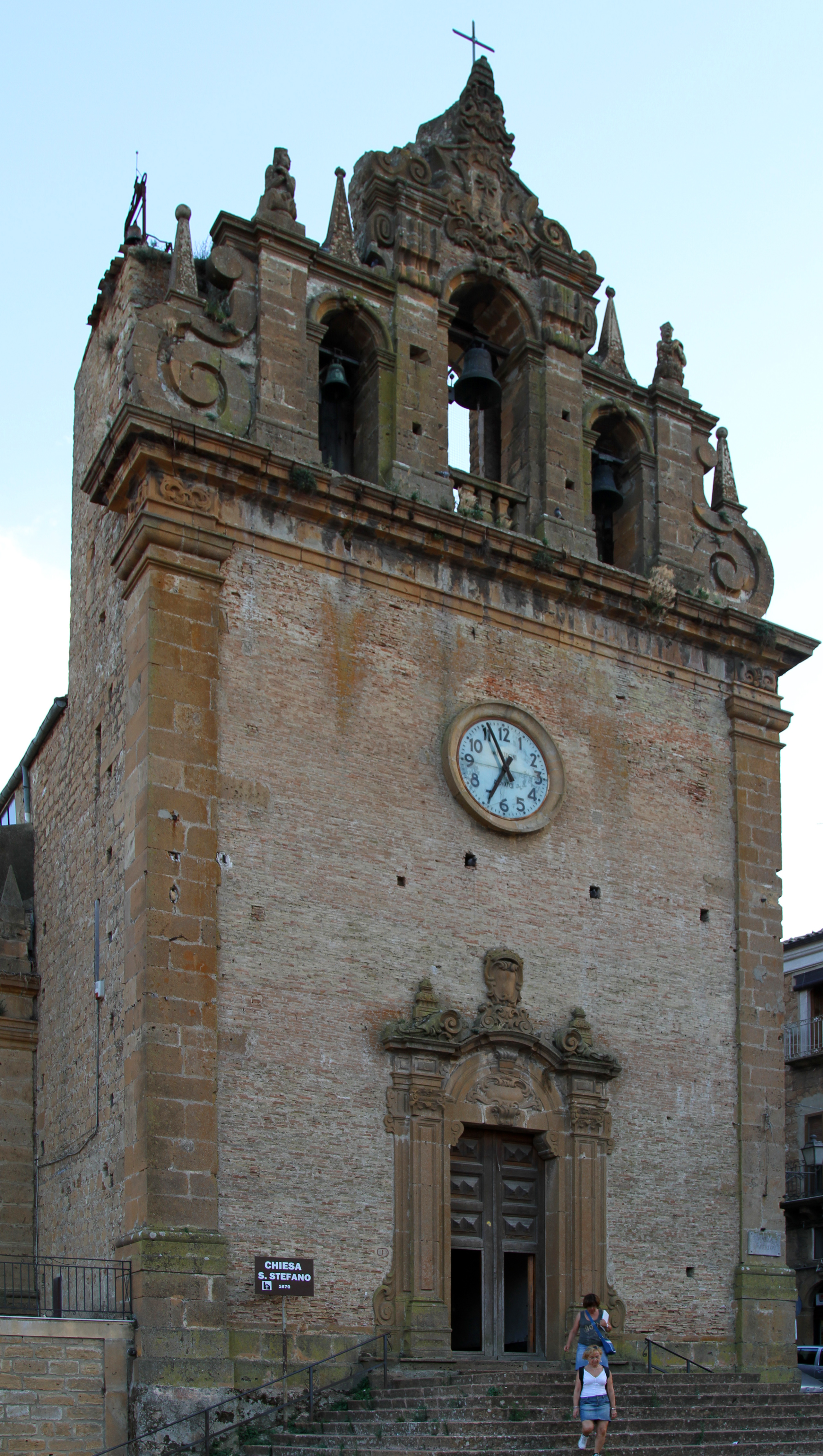
Szt. Stefano templom

## Népesség
A település lakossága az elmúlt években az alábbi módon változott:
| Lakosok száma | 21 886 | 21 775 | 20 642 |
|               | 2015   | 2018   | 2023   |